# Vlașin, Giurgiu
Vlașin (în trecut, Principele Nicolae) este un sat în comuna Schitu din județul Giurgiu, Muntenia, România.
 Acest articol despre o localitate din județul Giurgiu este deocamdată un ciot. Puteți ajuta Wikipedia prin completarea lui.